# Zhu Chenhao
Zhu Chenhao (en chino: 朱宸濠; Nanchang, 1 de julio de 1476-Tongzhou actual Pekín, 13 de enero de 1521) fue un príncipe real chino durante la Dinastía Ming conocido también como Príncipe Ning  (寜王), quinta generación de Zhu Quan, séptimo hijo de Zhū Yuánzhāng.
Premiado con su título por su servicio militar, participó en una revuelta para derrocar a Zhengde, que no logró su fin y sus comandantes fueron ejecutados por muerte por mil cortes y él obligado a suicidarse.
Vivió lejos de la capital en la provincia de Jiangxi.